# Príncipe mexicano
Príncipe mexicano fue el título creado el 22 de junio de 1822 por el Congreso Constituyente mexicano, para otorgársele a los hijos legítimos que no fueran el heredero ni primogénito del emperador Agustín I de Iturbide. Este título recayó en los hijos legítimos de Agustín de Iturbide y Ana María Huarte al momento del decreto. Posteriormente se sumó Felipe de Iturbide y Huarte al nacer meses después.

## Decreto
El Soberano Congreso Mexicano Constituyente decretó el 22 de junio de 1822 lo siguiente:

- Art 1°. La Monarquía Mexicana, además de ser moderada y Constitucional, también es hereditaria.
- Art 2°. De consiguiente, la Nación llama a la sucesión de la Corona por muerte del actual Emperador, a su hijo primogénito el señor D. Agustín Jerónimo de Iturbide y Huarte. La Constitución del Imperio fijará el orden de suceder del trono.
- Art 3°. El Príncipe heredero se denominará «Príncipe Imperial» y tendrá el tratamiento de Alteza Imperial.
- Art 4°. A los hijos e hijas legítimos de S.M.I se llamarán «Príncipes Mexicanos», y tendrán el tratamiento de Alteza.
- Art 5°. Al señor D. José Joaquín de Iturbide y Arreguí, Padre de S.M.I, se le condecora con el título de «Príncipe de la Unión» y el tratamiento de Alteza, durante su vida.
- Art 6°. Igualmente se le concede el título de «Princesa de Iturbide» y el tratamiento de Alteza, durante su vida, a la señora Dª. María Nicolasa de Iturbide y Arámburo, hermana del Emperador.

## Príncipes Mexicanos
De los diez hijos del emperador Agustín con la emperatriz Ana María solo tres No tuvieron legalmente el título de príncipes mexicanos, el primero Agustín Jerónimo de Iturbide, quién como heredero recibió el título de príncipe imperial, María de los Dolores (1819), muerta en la infancia antes de la coronación de sus padres, y Agustín Cosme de Iturbide y Huarte (octubre 1824-10 de mayo de 1873), hijo póstumo del emperador. Los siguientes tuvieron el título concedido por el Congreso:
1. Sabina de Iturbide y Huarte (30 de diciembre de 1810-14 de julio de 1871)
2. Juana de Iturbide y Huarte (8 de marzo de 1812-2 de octubre de 1828)
3. Josefa de Iturbide y Huarte, princesa de Iturbide, (22 de diciembre de 1814-5 de diciembre de 1891)
4. Ángel de Iturbide y Huarte (2 de octubre de 1816-21 de julio de 1872)
5. María de Jesús de Iturbide y Huarte (21 de febrero de 1818-10 de julio de 1849)
6. Salvador de Iturbide y Huarte (16 de julio de 1820-7 de junio de 1856)
7. Felipe de Iturbide y Huarte (30 de noviembre de 1822-19 de noviembre de 1853)